# Episodi di Fosca Innocenti (prima stagione)
La prima stagione della serie televisiva Fosca Innocenti, composta da 4 episodi, è stata trasmessa in prima visione e in prima serata su Canale 5 ogni venerdì dall'11 febbraio al 4 marzo 2022.
| nº | Titolo                  | Prima TV         |
| -- | ----------------------- | ---------------- |
| 1  | Il colpo dell'angelo    | 11 febbraio 2022 |
| 2  | La notte degli imbrogli | 18 febbraio 2022 |
| 3  | Il canto del cigno      | 25 febbraio 2022 |
| 4  | Una dignitosa sepoltura | 4 marzo 2022     |

## Il colpo dell'angelo
- Diretto da: Fabrizio Costa
- Scritto da: Dido Castelli & Graziano Diana

### Trama
Fosca Innocenti è una vicequestore di Arezzo, e oltre al suo lavoro come rappresentante delle forze dell'ordine gestisce anche l'attività di famiglia, un vigneto ereditato dal padre defunto. La donna è ormai da tempo orfana di entrambi i genitori, e vive nella villa di famiglia con la sua vecchia tata,  che lei chiama Bice, alla quale è molto legata. Cosimo è il suo migliore amico , donnaiolo e proprietario di un'enoteca.
Fosca deve risolvere un caso di omicidio: la vittima è Ugo Lucchesi, morto mentre era andato a fare un versamento in banca. Con Lucchesi c'erano un'altra cliente, la signora Barberis, e il direttore della banca, Walter Baroni. Alcuni rapinatori, con indosso delle maschere, avevano prelevato i soldi ma volevano anche la borsa dove Lucchesi teneva il suo denaro, tuttavia lui si era rifiutato di consegnarla e lo hanno ucciso. La guardia giurata Aldo Bonci ha fatto in tempo a sparare e a uccidere uno dei rapinatori prima della fuga, il cui nome era Ivan. Fosca indaga sul caso insieme ai suoi colleghi Rosa Lulli, Giulia De Falco e Pino Ricci, anche perché la PM Giuliana Perego desidera scoprire chi ha ucciso Lucchesi, il quale era un suo conoscente.
Fosca trova strano che dopo aver rubato i soldi i rapinatori volessero anche la borsa di Lucchesi, oltre a trovare sospetto che sapessero che nella borsa ci fosse il denaro che lui doveva versare in banca: l'ipotesi più probabile, dunque, è che nella banca ci fosse un basista. Un barbone che era lì nei paraggi di nome Manrico Giudici afferma di aver visto Ivan in compagnia di una bella ragazza. Successivamente Manrico viene trovato morto dopo essere stato investito da un'auto, e Fosca decide di prendere con sé Alice, la cagnolina di Manrico. Fosca e Pino scoprono che l'uomo in passato lavorava come medico in un'importante clinica a Firenze, e da una videocamera stradale scoprono che l'uomo è stato vittima di un incidente; risulta impossibile leggere la targa dell'auto, ma dal parabrezza si può notare un piccolo riflesso di luce. Il patologo Fontana nota che Manrico aveva sul corpo un tatuaggio che ritrae il volto di una persona.
Giulia intanto conosce Martina, una giovane fisioterapista che lavora per la signora Barberis; tra le due c'è subito attrazione e finiscono a letto insieme. Rosa scopre dalla polizia romena che Ivan si era trasferito in Italia da Arad con la sorella Anka: era lei la ragazza in compagnia di Ivan vista da Manrico. Fosca e i suoi colleghi riescono a rintracciarla, e Anka ammette che la mente dietro la rapina era il suo amante, Markus, il quale aveva portato Ivan su una cattiva strada. Fosca, per merito del suo sensibile olfatto, rimane incuriosita dal profumo di Anka notando qualcosa di strano.
Susy, la cameriera di Cosimo, rivela a Fosca che lui molto probabilmente partirà per New York poiché un suo vecchio compagno di studi dei tempi dell'università gli ha trovato lavoro in un'azienda, ma che non ha ancora deciso se trasferirsi o meno anche se sembra molto probabile che accetterà l'impiego. La questura riceve una telefonata anonima per mezzo della quale vengono informati del nascondiglio di Markus; Fosca e Giulia vi si recano, Markus apre il fuoco e Giulia lo uccide sparandogli. All'interno del nascondiglio trovano un uomo morto: era uno dei rapinatori, Markus lo aveva ucciso; c'è anche un camino con dei fogli di carta parzialmente bruciati.
Giulia è visibilmente scossa, infatti è stata la prima volta che ha ucciso una persona. Fosca scopre che le carte che Markus voleva bruciare sono resoconti bancari, inoltre intuisce che era stata Anka a fare la segnalazione anonima perché voleva che Markus pagasse per quello che era accaduto a Ivan. Fosca e Rosa chiedono qualche informazione a una dirigente della banca, la quale ammette che le carte che Markus aveva tentato di bruciare sono minute di investimenti finanziari che appartengono a un loro cliente, Gioacchino Cavallotti, il quale è ricoverato in una clinica dato che soffre di demenza senile, ed è la banca a pagare le spese mediche.
Pino scopre dagli estratti conto delle carte di credito di Cavallotti che qualcuno sta facendo delle ingenti spese a suo nome, alloggiando in un costoso hotel a Bagno Vignoni prenotando una suite per lui e la moglie: ciò infatti è impossibile, dato che oltre al fatto che Cavallotti è recluso nella clinica, la moglie è morta da quindici anni. Adesso Fosca ha finalmente capito il segreto che si nasconde dietro la rapina in banca.
Fosca e Giulia vanno a Bagno Vignoni  e nella suite trovano Baroni insieme ad Anka, e poi li portano in questura, arrestandoli dato che a loro carico ci sono tante accuse quali associazione per delinquere, furto di identità e malversazione: Anka aveva iniziato a lavorare nella casa di Baroni come donna delle pulizie, e benché Walter sia un uomo sposato si era infatuato di lei e sono diventati amanti, quindi ha usato il denaro di Cavallotti per mantenere Anka e la loro doppia vita; a legarli non era solo l'amore, ma anche il brivido di portare avanti una relazione clandestina fatta di eccessi, tra divertimento e gioco d'azzardo. Markus era indifferente davanti al tradimento di Anka, al contrario voleva approfittarne per arricchirsi e minacciare Baroni di raccontare tutto alla famiglia se non lo avesse pagato, quindi arrivò a un compromesso con lui: inscenarono la rapina, fingendo di rubare il denaro, ma in realtà ciò che rubarono erano le minute in modo da eliminare le prove dell'illecito, e in cambio avrebbero potuto derubare i soldi che Lucchesi portava con sé e che avrebbe dovuto versare in banca. La faccenda è degenerata quando lo hanno ucciso. Il piano di Baroni è stato quasi perfetto, ha solo fatto uno sbaglio: regalare lo stesso profumo sia alla moglie sia ad Anka; solo Fosca lo aveva notato, capendo dunque come erano andate le cose.
Giuliana si complimenta con Fosca per aver risolto il caso, ma lei non è ancora soddisfatta, infatti deve ancora capire chi ha ucciso Manrico, riuscendo a scoprirlo grazie a un'intuizione: l'assassina è la signora Barberis. Suo figlio venne operato dopo un incidente in moto, che non era grave; a seguire il caso era stato proprio Manrico, che però mentre eseguiva l'anestesia ebbe un momento di distrazione, col risultato che il ragazzo ora è paralizzato, costretto a vivere su una sedia a rotelle. Manrico non si era mai perdonato per quello che successe, facendosi perfino tatuare il volto del ragazzo. La signora Barberis lo aveva riconosciuto dopo la rapina in banca quando aveva rilasciato alla polizia la sua deposizione, decise poi di andarlo a cercare con la sua auto, e lo investì; il riflesso che si era visto nella videocamera era quello del cartello col contrassegno per disabili plastificato dietro al parabrezza. La signora Barberis non voleva ucciderlo, ma quando Manrico si era messo in mezzo alla strada decise di non spostarsi, era evidente che l'uomo desiderava morire per espiare la sua colpa.
Adesso che Fosca ha risolto il caso sulla morte di Lucchesi e di Manrico, può finalmente godersi un po' di serenità. Lei e Bice invitano nella loro villa Cosimo, Susy, Pino, Giulia e Rosa pranzando in allegria.
- Altri interpreti: Luca Capuano (Walter Baroni), Antonella Fattori (Eleonora Barberis), Marco Messeri (Manrico Giudici), Maria Toesca (Elvira Lucchesi), Ema Kovac (Anka Petrescu), Tommaso Caporali (Aldo Bonci), Idamaria Recati (Martina Corsi), Camilla Petrocelli (Bruna Landi).
- Ascolti: telespettatori 3 919 000 – share 18,90%[5].

## La notte degli imbrogli
- Diretto da: Fabrizio Costa
- Scritto da: Dido Castelli & Graziano Diana

### Trama
Asia Borghi, ex amica di Fosca, viene trovata morta dalla sua padrona di casa. La vittima ha addosso solo l'accappatoio, e Fosca nota che la vasca da bagno è piena, da ciò deduce che Asia si stava per fare il bagno ma era stata interrotta dall'arrivo di qualcuno, probabilmente l'assassino. Fontana stabilisce che Asia è morta per aver sbattuto violentemente la testa contro il tavolino, notando anche che le hanno sfilato un anello; inoltre le hanno rubato alcuni oggetti, ma stranamente sotto il divano trovano delle banconote da 100 euro.
L'ipotesi più probabile è che dei rom che vivono lì nelle vicinanze siano entrati in casa sua per derubarla e l'abbiano uccisa. Rosa e Giulia raggiungono la roulotte di uno zingaro e vi trovano gli effetti personali di Asia, in suo possesso solo perché i figli li avevano trovati in un fosso; inoltre egli ha un alibi dato che era a Livorno quando è stato commesso il delitto. Sembra che l'assassino abbia ucciso Asia e poi abbia preso i suoi oggetti per inscenare un furto. Nella casa della vittima Fosca sente odore di disinfettante: l'assassino ha cercato di coprire delle tracce, ma è poco probabile che dei rom ricorrano a metodi del genere.
Pino scopre che Asia aveva lasciato Arezzo per trasferirsi a Milano dove aveva lavorato come attrice, tra film d'autore di poco successo e teatro sperimentale dove saliva sul palco totalmente nuda; ritornata ad Arezzo aveva iniziato a tenere un corso di recitazione lavorando in un liceo. Fosca chiede qualche informazione a Nicoletta, professoressa del liceo dove lavorava Asia, poiché era stata lei a proporgli il lavoro; in effetti Fosca, Asia, Nicoletta e Cosimo erano compagni di scuola. Nicoletta presenta a Fosca gli studenti che frequentavano il corso di teatro, in particolare Ilaria, Max e Simone, i quali sembrano nascondere qualcosa e le rivelano che Asia li aveva forzati ad aprirsi con lei, registrando le confessioni sui loro più intimi segreti.
Fosca confessa a Nicoletta e Cosimo che aveva smesso di essere amica di Asia perché lei aveva tentato ripetutamente di sedurre il padre. Dario Barbieri, l'ex fidanzato di Asia e regista teatrale dai metodi ambigui, è venuto da Milano su richiesta di Asia perché le doveva molti soldi; Simone lo aggredisce e poi scappa. Ilaria tenta il suicidio nella villa di Max cadendo in piscina dopo aver assunto dei psicofarmaci; Filippo e Ornella, i genitori di Max, riescono a salvarla e a portarla in ospedale dove le viene fatta una lavanda gastrica.
Nel cuore della notte, mentre Fosca è a casa, Alice si mette ad abbaiare dopo aver avvertito la presenza di qualcuno: Fosca scopre che si tratta di Simone, il quale le confessa che era innamorato di Asia, l'aveva seguita di nascosto quando era andata a cena con Dario per convincerlo a ridarle i suoi soldi. Comunque Simone è innocente, infatti la sera della morte di Asia era insieme a una sua compagna del corso di recitazione, la quale infatti conferma il suo alibi. Dario decide comunque di non sporgere denuncia contro Simone.
Pino mostra alle sue colleghe un video che Ilaria aveva postato sui social poco prima della morte di Asia, dove sembra che la ragazza abbia subito un trauma di cui non vuole parlare. La madre di Ilaria spiega a Fosca che per la figlia non è stato facile integrarsi a scuola: la loro è una famiglia umile e quasi tutti gli studenti dell'istituto sono dell'alta società, ma che Max un giorno la invitò a casa sua. Fosca inizia a capire finalmente quello che è successo.
Fosca va a casa di Max e affronta lui e i suoi genitori, accusando Max di aver violentato Ilaria. Infatti Asia aveva scoperto cosa era successo quando convinse la ragazza a rivelare il segreto mentre registrava la sua confessione; Filippo e Ornella erano andati a casa di Asia per convincerla a consegnare la registrazione, ma Asia era intenzionata a denunciare Max per stupro su Ilaria, e la registrazione era la prova che lo avrebbe condannato. Le avevano offerto dei soldi, ma lei indignata gettò per terra le banconote, alcune delle quali erano finite sotto il divano, poi i genitori di Max si arrabbiarono e ne susseguì una colluttazione dove Asia morì accidentalmente cadendo e sbattendo la testa contro il tavolino; poi le sfilarono l'anello e rubarono i suoi oggetti in modo che la questura pensasse a un furto, usando il disinfettante per coprire eventuali tracce. Ornella, esasperata, colpisce Max con uno schiaffo, dato che è stata colpa sua se tutto ciò è accaduto, ma Filippo le impone di non agitarsi, dato che Fosca non può arrestarli, infatti senza la registrazione che era in possesso di Asia non ha prove contro di loro.
Giuliana ammette che senza la registrazione dove Ilaria aveva confessato lo stupro non può convalidare il capo d'accusa. Fosca però intuisce dove Asia possa averla nascosta, e infatti Fosca e Cosimo trovano il video della confessione di Ilaria nella gabbia nei conigli che Asia allevava. Fosca e Cosimo sono disgustati nel sentire la confessione dove la ragazza spiegava nel dettaglio quello che le aveva fatto Max: prima la invitò a casa sua e la convinse a spogliarsi, successivamente arrivarono gli amici di Max che la costrinsero a piegarsi alle loro crudeli torture per il gusto di umiliarla. In ogni caso Fosca ha trovato la prova con cui incriminare Max, Filippo e Ornella.
Cosimo sembra sempre più convinto all'idea di trasferirsi a New York, tanto che sta prendendo lezioni di inglese, ma ha pure qualche incertezza, infatti lui è semplicemente un uomo di provincia e non è sicuro che trasferirsi in una metropoli sia la scelta giusta. È evidente che Fosca non è contenta di separarsi da Cosimo: lui era innamorato di Fosca ai tempi dell'adolescenza, ma lei preferì rimanere solo sua amica. Bice cerca di metterla in guardia: se Fosca si ostinerà a sacrificare l'amore in favore dell'amicizia, rischierà soltanto di rimanere sola.
- Altri interpreti: Giampiero Mancini (Dario Barbieri), Teresa Tanini (Nicoletta Renzi), Giovanni Guidelli (Filippo Davanzati), Elisabetta Pellini (Ornella Davanzati), Eleonora Cappelletti (Asia Borghi), Silvia Luzzi (padrona di casa di Asia), Riccardo Terrana (Simone Biondi), Lidia Disclafani (Ilaria Pucci), Costantino Seghi (Max Davanzati), Francesca Faccini (fidanzata di Simone), Rosario Campisi (benzinaio), Salvatore Palombi (Luigi Martini), Emanuele Barresi (Riccioni), Christian Laiontini (Ioan Florescu), Giulia Innocenti (Romina Pucci).
- Ascolti: telespettatori 3 523 000 – share 16,50%[6].

## Il canto del cigno
- Diretto da: Fabrizio Costa
- Scritto da: Dido Castelli & Graziano Diana

### Trama
Cosimo e Susy lavorano al catering nell'agriturismo di proprietà di Francesco Rossi, amico di Cosimo, e della moglie Oriana, nel quale si esibisce il soprano Jutta Fisher in un concerto privato. Il giorno dopo, di prima mattina, Jutta sparisce e il suo fidanzato Alberto, nonché pianista e manager, ne denuncia la scomparsa. Fosca e la sua squadra si mettono sulle sue tracce nel bosco, e a trovarla è l'agente Vannini: purtroppo Jutta è morta.
Alberto spiega a Fosca che Jutta non era una donna solita portare con sé gioielli, l'unico a cui era affezionata era il suo orologio da polso che però non è nella cassaforte, e stranamente la vittima non lo portava al polso; inoltre aveva lasciato nella loro camera il suo cellulare, ma Alberto afferma di non averlo controllato anche perché è protetto dal codice PIN. Fontana e Pino scoprono che Alberto ha mentito su tutto: infatti dalle analisi sul corpo della vittima è possibile notare che portava con sé un anello che però le è stato sfilato; inoltre lui aveva tentato di accedere al cellulare della compagna pur non essendoci riuscito.
Jutta aveva cancellato tutti i messaggi sul cellulare, quindi Pino lo manda alla sezione postale. Fosca trova sospetto che una celebre cantante lirica come Jutta avesse deciso di esibirsi in un modesto agriturismo di provincia. Alberto viene ricoverato in ospedale perché sembra che abbia tentato il suicidio prendendo dei sonniferi. L'uomo confessa che Jutta portava al dito l'anello di fidanzamento che lui le aveva donato, che quella mattina lei si era tolta; inoltre aveva tentato di sbloccarle il cellulare, senza successo, perché da tempo sospettava che lo tradiva con un altro uomo. In ogni caso Alberto ha solo esagerato nell'assumere i suoi sonniferi, non voleva tentare il suicidio. Jutta da tempo voleva abbandonare la carriera musicale, ma Alberto l'aveva convinta a continuare, e ormai era lui che programmava la vita della sua fidanzata.
Fosca conosce Marcello, critico musicale, che era presente all'esibizione di Jutta: tra loro c'è una forte attrazione. Marcello confessa a Fosca che Jutta durante l'esibizione cantò Ebben? Ne andrò lontana tratto da La Wally; la cosa strana è che da tempo non cantava più quella romanza, che infatti ha come trama una donna che abbandona il suo promesso sposo per un altro uomo: secondo Marcello era evidente che Jutta voleva mandare un messaggio ad Alberto, e che si stava preparando ad abbandonarlo per un altro uomo. Grazie alla sezione postale, la questura scopre i messaggi che Jutta e Francesco si scambiavano: quest'ultimo è l'amante con cui tradiva Alberto. Giuliana ritiene che Alberto sia il più probabile tra gli indiziati, dato che non accettava l'imminente fine della loro relazione.
Fontana trova una chiave nella giacchetta di Jutta e apre un vecchio deposito dell'agriturismo. La polizia deduce che era lì che Jutta e Francesco si erano dati appuntamento, ma lui nega anche se Fosca sa che sta mentendo, infatti nel deposito ha sentito il profumo della crema per il viso di Jutta. Francesco ammette che conobbe Jutta da giovane, ebbero una relazione ma poi si separarono quando lei partì per Monaco; dopo tanto tempo, per gioco, le propose di esibirsi nel suo agriturismo, lei accettò e tra i due scoppiò la passione. Quella mattina si erano dati appuntamento nel deposito per poi fuggire insieme: infatti quello di Francesco è un matrimonio infelice, lui e Oriana non sono riusciti ad avere figli e l'agriturismo appartiene a lei mentre Francesco praticamente è alla stregua di un dipendente; alla fine però Francesco non se la sentì di lasciare la moglie, così Jutta si arrabbiò e lo aggredì, per poi fuggire. Oriana parla con Fosca ammettendo che non è stata la prima volta che Francesco l'ha tradita, ed è evidente che nemmeno lei lo ama più.
Francesco ammette di aver visto una persona nel bosco, che dalla descrizione pare essere Maso, un criminale più volte segnalato per molestie e spaccio: infatti Giulia si stava occupando di lui in un'indagine parallela, avendo fermato due giovani ragazzi di nome Mirco e Susanna, i quali avevano comprato due etti di hashish. Giulia tenta di convincere i due ragazzi a denunciare Maso, anche perché la quantità di droga acquistata è sufficiente per condannare entrambi con l'accusa di detenzione e scopo di traffico; Maso, dopo aver dato a entrambi della droga, approfittando del fatto che erano quasi semincoscienti, ha rubato il berretto di Mirco e ha violentato Susanna. Maso viene ritrovato morto, con una gamba stretta dalla morsa di una tagliola, ma a ucciderlo sono state delle ferite da accoltellamento.
Oriana spiega a Fosca che Vannini è infatti un fornitore di tagliole, quindi Fosca, Giulia e Rosa vanno a trovarlo a casa sua. In passato Vannini salvò Maso dall'arresto dopo che lo denunciarono per aggressione, e lui gli diede un alibi. Vannini afferma che Maso era un suo informatore, ma Fosca e le sue colleghe non gli credono, poi si mettono perquisire la casa e Rosa trova tra la cenere del camino l'orologio di Jutta: era stato Vannini a prenderlo quando trovò per primo il corpo della donna, voleva venderlo dato che è pieno di debiti e doveva dei soldi a Maso dato che è dipendente dalla cocaina; si erano dati appuntamento nel bosco e per capriccio Vannini aveva posizionato una tagliola per la soddisfazione di umiliare Maso e vederlo soffrire, ma giura di non averlo ucciso e di essere fuggito dopo che aveva sentito qualcuno avvicinarsi. In ogni caso ha commesso troppi crimini, e quindi Fosca lo arresta ugualmente.
Marcello chiede a Fosca di uscire e la porta a teatro, dove i due trascorrono una piacevole serata e arrivano anche a baciarsi; Susy però cerca di far capire a Fosca che Cosimo è geloso, e anche se lui finge di essere indifferente è ovvio che odia di vederla con un altro uomo. Sia Vannini sia Francesco hanno affermato che Maso portava un berretto, che però non è stato ritrovato accanto al suo corpo. Fosca e Giulia si mettono a perquisire il camper di Mirco e Susanna e trovano il berretto: infatti sono stati loro due, assetati di vendetta, ad aver ucciso Maso, il quale era indifeso a causa della gamba intrappolata nella tagliola. Vannini si era allontanato quando aveva visto Susanna e Mirco avvicinarsi, quest'ultimo uccise Maso dopo averlo ripetutamente accoltellato riprendendosi anche il berretto che gli aveva rubato, ed è stato un caso che Jutta passasse da quelle parti, dopo che aveva litigato con Francesco: lei infatti aveva assistito alla morte di Maso, quindi Mirco per evitare che lei diventasse una testimone scomoda uccise anche lei colpendola con un sasso alla testa. Fosca arresta sia Mirco sia Susanna, mentre Giulia si sente umiliata dato che voleva solo aiutarli, mentre loro due non hanno fatto altro che manipolarla fin dal primo momento.
Francesco e Oriana ritornano al loro infelice matrimonio, mentre Alberto regala dei fiori a Fosca ringraziandola per aver reso giustizia a Jutta, capendo di aver sbagliato avendo confuso per amore il suo desiderio di controllarla, avendola così spinta ad allontanarsi da lui e a tradirlo. Fosca decide di non frequentare più Marcello, il quale lascia Arezzo, infatti per ora non vuole un uomo nella sua vita; Marcello comunque le regala un disco in vinile, e Fosca ascoltando Jutta cantare in compagnia di Alice.
- Altri interpreti: Salvatore Palombi (Luigi Martini), Alberto Gimignani (Albert Morucci), Simon Grechi (Marcello Ognis), Massimiliano Benvenuto (Francesco Rossi), Claudia Zanella (Oriana Altovitti), Federico Mariotti (Ugo Vannini), Sarah Biacchi (Jutta Fisher).
- Ascolti: telespettatori 3 198 000 – share 15,70%[7].

## Una dignitosa sepoltura
- Diretto da: Fabrizio Costa
- Scritto da: Dido Castelli & Graziano Diana

### Trama
Don Rocco, il parroco della città, viene trovato morto davanti alla sua chiesa, ucciso da uno sparo. Giuliana esige che Fosca e la sua squadra risolvano subito il mistero sulla sua morte dato che era una figura molto amata nella comunità di Arezzo. Don Rocco in passato era un pugile, e si ritirò dalla carriera agonistica dopo aver ucciso un suo rivale durante un match; da allora si è dedicato agli altri ed è famoso per dare il suo sostegno agli emarginati.
Fosca sente uno strano odore dal tampone fatto sulla mano destra della vittima che però fatica a identificare. Don Rocco ospitava nella chiesa Greta Baroni, una ragazza costretta a prostituirsi dal suo compagno Toni, e dato che Toni è un noto criminale è lui il primo sospettato. Fosca e Cosimo vanno da lui, che si fa ospitare dalle sue amanti con le quali fa uso di cocaina; l'uomo riesce a scappare e a rubare l'auto a Cosimo. Mentre la polizia ritrova velocemente l'auto, Toni va in chiesa tentando di rapire Greta ma viene fermato da Fosca e Giulia che lo portano in questura. Toni non è l'assassino dato che ha un alibi, infatti durante l'ora dell'omicidio era insieme alle amanti, ma viene comunque arrestato per tentato sequestro.
Fosca conosce Nasha, ragazza immigrata illegalmente dalla Somalia che Don Rocco stava aiutando a cercare il fratello, da tempo scomparso. Fosca deve indagare anche su un altro omicidio, la cui vittima è Luna, ragazza transessuale e devota parrocchiana di Don Rocco che è stata ritrovata morta nel suo appartamento. Fosca sente lo stesso odore che aveva percepito dal cadavere della prima vittima, capendo che le due morti sono in qualche modo collegate.
Susy mostra a Fosca il biglietto aereo di Cosimo per New York, dove ormai ha deciso di trasferirsi. Fosca invita Cosimo a casa sua per una cena e i due si divertono insieme, ma prima di tornare a casa Cosimo bacia la sua amica. Bice sa benissimo che l'imminente partenza di Cosimo sta facendo soffrire Fosca, e non perché quest'ultima tiene a lui come amico, ma perché lo ama, sebbene Fosca si rifiuti di ammetterlo.
Pino esamina i commenti social sulla pagina web di Luna notando che un uomo di nome Christian le aveva mandato delle minacce molto dirette. Fosca e Rosa interrogano Christian il quale giura di non aver ucciso Luna, poiché l'astio contro quest'ultima risale a un episodio accaduto in un night club dove Luna cercò di sedurlo. Giulia va al locale scoprendo che Christian ha mentito, infatti stando a quanto racconta un testimone lui aveva litigato con Luna intimandole di stare lontana dalla sua famiglia. Pino risale a una fattura scoprendo che Ennio, il padre di Christian, aveva regalato un gioiello a Luna: i due infatti avevano una relazione.
Sansone, il cavallo di Fosca, ha problemi con la forfora, quindi Piero, che lavora nella tenuta di Fosca, gli fa un impacco a base di aceto mischiato ad aloe vera: ha lo stesso odore che Fosca aveva sentito sulla mano di Don Rocco e a casa di Luna, e siccome Ennio usa uno sciampo antiforfora capisce che è stato lui a ucciderli. Ennio in un momento di confidenza confessò a Luna che nel suo cantiere edile a Bellosguardo un suo operaio subì un incidente sul posto di lavoro: si trattava del fratello di Nasha, che Christian uccise per evitare conseguenze legali, e del quale nascose il corpo. Dopo averlo saputo Luna lo raccontò a Don Rocco, il quale voleva denunciare Christian ed Ennio; allora quest'ultimo gli sparò uccidendolo, dopo che Don Rocco con la mano destra lo aveva accarezzato sulla nuca (in questo modo l'odore dello sciampo è finito sulla mano), poi Ennio andò a casa di Luna uccidendo pure lei. Dopo l'arresto di Ennio e Christian il corpo del fratello di Nasha viene ritrovato, così la ragazza abbraccia Fosca dato che per merito suo il fratello avrà finalmente una degna sepoltura.
Cosimo si prepara a partire e Fosca non ha alcuna intenzione di fermarlo, perché sa benissimo che il motivo che lo spinge a lasciare Arezzo è dovuto al fatto che lui la desidera ma che lei, pur amandolo, non vuole stare con lui. Dopo la morte della moglie il padre di Fosca frequentò molte donne e lei non riusciva ad accettare il suo comportamento, perciò tiene Cosimo a distanza perché lo reputa un donnaiolo al pari del padre. Bice le fa capire che lei si è sempre fatta un'idea sbagliata del padre: la madre di Fosca era il suo unico grande amore, ed è per questo che, dopo che lei morì, non riusciva più a legarsi a un'altra donna. Cosimo non riesce a stare con le donne per troppo tempo perché Fosca è la sola che abbia mai amato. Fosca corre all'enoteca per fermare Cosimo ma vede il taxi partire. Tuttavia scopre che Cosimo non era nel taxi: ha deciso infatti di non partire più, le confessa il suo amore e la bacia con passione.
- Altri interpreti: Salvatore Palombi (Luigi Martini), Giulio Pampiglione (Don Paolo), Lorenzo Renzi (Toni D'Angelo), Paolo Giommarelli (Ennio Corsi), Chiara De Palo (Olga Corsi), Elisa Billi (Giovanna Vannucci), Diego Riace (Christian Corsi), Pierluigi Gorini (Don Rocco), Idamaria Recati (Martina Corsi), Geneme Tonini (Nasha), Massimiliano Magrini (Orildo Maremmani), Fabiola Biancospino (moglie di Orildo Maremmani), Marco Gandolfo Vannini (corteggiatore di Rosa Lulli).
- Ascolti: telespettatori 3 398 000 – share 16,50%[8].